# وینفیلد، نیوجرسی
وینفیلد (به انگلیسی: Winfield Township) شهری در ایالت نیوجرسی کشور ایالات متحده آمریکا است که جمعیت آن در سرشماری سال ۲۰۱۰ میلادی، ۱٬۴۷۱ نفر بوده‌است.